# Златополье (Украина)
Златополье (укр. Златопілля, до 2016 г. — Свердлово) — село в Кетрисановской сельской общине Кропивницкого района Кировоградской области Украины.
До 2020 года входило в Бобринецкий район
Население по переписи 2001 года составляло 701 человек. Почтовый индекс — 27210. Телефонный код — 5257. Занимает площадь 1,997 км². Код КОАТУУ — 3520886801.